# Pinguicula laxifolia
Pinguicula laxifolia är en tätörtsväxtart som beskrevs av H. Luhrs. Pinguicula laxifolia ingår i släktet tätörter, och familjen tätörtsväxter. Inga underarter finns listade i Catalogue of Life.

## Bildgalleri

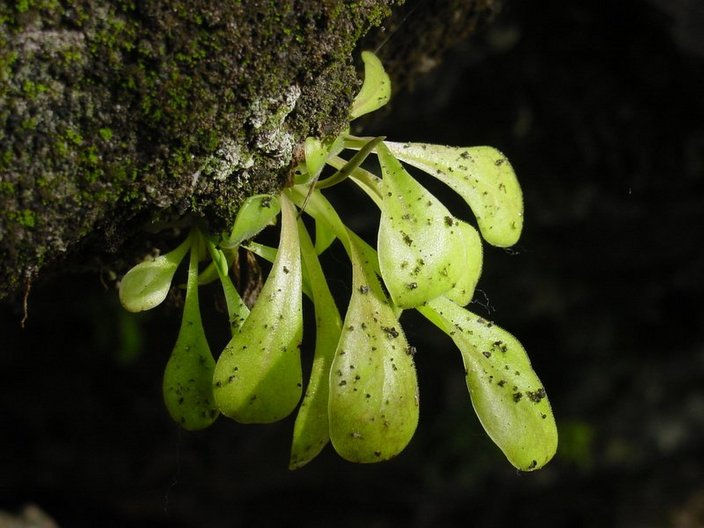